# Anuket Vallis
L'Anuket Vallis è una struttura geologica della superficie di Venere.